# TG Viktoria Augsburg
TG Viktoria Augsburg (fullständigt namn på tyska: Turngemeinschaft Viktoria Augsburg 1897 e. V.) är en sportklubb från Augsburg, Tyskland. Klubben grundades 22 september 1897 under namnet Arbeiter-Turnverein Augsburg. Den har haft sitt nuvarande namn sedan 1946 då den återbildades efter att ha varit förbjuden under nazisttiden och då gick samman med Reichsbahn-Sportverein och FC Viktoria.
Klubben är främst känd för sitt damvolleybollag som säsongen 1984/1985 vann både tyska mästerskapet och cupen. De vann dessutom CEV Cup (den tredje högst rankade av de europeiska cuperna, numera med namnet CEV Challenge Cup). Klubbens dambasketlag har också spelat på nationell elitnivå och kom 1952 fyra i tyska mästerskapen. Klubben har ett fotbollslag, men det har hållit till i de lägre serierna.
Förutom de olika sektionerna är klubben även känd för trapptävlingen Perlachturmlauf.